# Fair Park
Fair Park je dirkališče, ki leži v ameriškem mestu Dallas. Leta 1984 je gostilo dirko Formule 1 za Veliko nagrado ZDA.

## Zmagovalci
| Leto | Dirkač       | Moštvo         | Poročilo |
| ---- | ------------ | -------------- | -------- |
| 1984 | Keke Rosberg | Williams-Honda | Poročilo |